# Maria Elisabetta Renzi
Maria Elisabetta Renzi, M.P.d.A. (19. listopadu 1786, Saludecio – 14. srpna 1859, Coriano) byla italská římskokatolická řeholnice, zakladatelka a členka kongregace Zbožných učitelek Panny Marie Bolestné. Katolická církev ji uctívá jako blahoslavenou.

## Život
Narodila se dne 19. listopadu 1786 ve městě Saludecio jako druhé ze sedmi dětí prosperujícího páru, Giambattisty Renziho, váženého odhadce, a Vittorie Boni, členky šlechtické rodiny z Urbina. O pět let později se její rodina přestěhovala do města Mondaino, kde její otec doufal v lepší příležitosti. V devíti letech byla poslána na vzdělání do místního kláštera klarisek. Rozvinula si tam silnou lásku ke Kristu spojenou s touhou po ústraní a chudobě.
Během dospívání se rozhodla pro zasvěcený život. Ve věku 21 let byla přijata do kláštera augustiniánských jeptišek v Pietrarubbii v regionu Marche, který se nacházel ve vysoké nadmořské výšce, a proto byl známý svou izolací a chudobou tamních obyvatel. Našla zde své naplnění, ale roku 1810 byla spolu s ostatními jeptiškami vyhoštěna z kláštera během Napoleonovy okupace části italského poloostrova, kdy byly všechny kláštery potlačeny. Poté se vrátila do svého rodinného domu.
Na radu svého duchovního vůdce odešla do Coriana, kam dorazila 29. dubna 1824, a ujala se vedení zdejší školy založené pro vzdělávání chudých dívek a mladých žen v regionu. Zpočátku se snažila svěřit školu pod správu kongregace Dcer lásky, aby jí zajistila větší stabilitu. Jejich zakladatelka sv. Magdalena z Canossy jí však poté, co školu navštívila, poradila, aby se sama ujala jejího vedení. Shromáždila komunitu žen, která se věnovala vzdělávání chudých, a sepsala pro ni stanovy. Komunita sester, ze které později vznikla jí založená ženská řeholní kongregace Zbožných učitelek Panny Marie Bolestné, se rychle rozšiřovala, kdy po krátké době zřizovala další školy pro chudé v okolních obcích. Po diecézním schválení její kongregace spolu se svými společnicemi přijala hábit a složila řeholní sliby. Stala se také její první generální představenou.
V roce 1859 jí byla diagnostikována těžká tuberkulóza poté, co trpěla zhoršujícími se bolestmi břicha a krku. Zemřela na tuberkulózu dne 14. srpna 1859 v Corianu poté, co naposledy přijala eucharistii.

## Úcta
Dne 8. února 1988 ji papež sv. Jan Pavel II. podepsáním dekretu o jejích hrdinských ctnostech prohlásil za ctihodnou. Dne 18. února 1989 byl uznán zázrak na její přímluvu, potřebný pro její blahořečení.
Blahořečena pak byla dne 18. června 1989 na Svatopetrském náměstí papežem sv. Janem Pavlem II.
Její památka je připomínána 14. srpna. Bývá zobrazována v řeholním oděvu. Je patronkou jí založené kongregace.